# Trojan Room coffee pot
Trojan Room coffee послужила источником вдохновения для создания первой в мире веб-камеры, которая была установлена в так называемой троянской комнате в старой компьютерной лаборатории Кембриджского университета. Веб-камера была создана для того, чтобы помочь людям, работающим в других частях здания, не тратить время впустую на кофе. Камера передавала на рабочие столы пользователей обновленное черно-белое изображение размером 128х128 пикселей, с помощью которого можно было определить, пуст ли кофейник.
Камера была установлена в локальной сети в 1991 году, и использовала плату видеозахвата на компьютере Acorn Archimedes. Задействовав протокол X Window System, Квентин Стаффорд-Фрейзер написал клиентскую программу, а Пол Джардетски написал сервер. Когда в марте 1993 года браузеры получили возможность отображать картинки, стало ясно, что это самый простой путь сделать картинку общедоступной. Камера была подключена к Интернету в ноябре 1993 года Даниэлем Гордоном и Мартином Джонсоном. Поэтому картинка стала доступной любому пользователю Интернета и превратилась в популярную достопримечательность раннего веб-пространства.

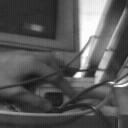
Выключение «кофейного» компьютера

В 09:54 UTC 22 августа 2001 года камера была окончательно выключена, а кофейник (немецкая модель Krups, где-то четвёртый или пятый по счёту из появлявшихся на картинке) был продан на аукционе eBay за £3350 изданию Spiegel Online, интернет-версии журнала Der Spiegel. Событие было освещено на передовицах лондонской газеты The Times и вашингтонской газеты The Washington Post, а также в статьях журналов The Guardian и Wired.
Обновлённая работниками Krups, банка была снова задействована в редакторском офисе Spiegel Online.

## Другие упоминания
- В списке «400 отличий» в Visual Studio 2005, «отличие № 73» изображает двоих мужчин, смотрящих на электронное изображение кофеварки в том самом помещении.[4] Картинка должна была означать возросшую эффективность, так как показывала отсутствие необходимости проверять состояние кофеварки.
- Пародия на кофейник появилась в видеоигре Hitman 2: Silent Assassin. В одной из миссий, «The Graveyard Shift», игрок может развлечься, разбив «кофейную камеру» на кухне.